# Mare de Déu del Roser de Puigmaçana

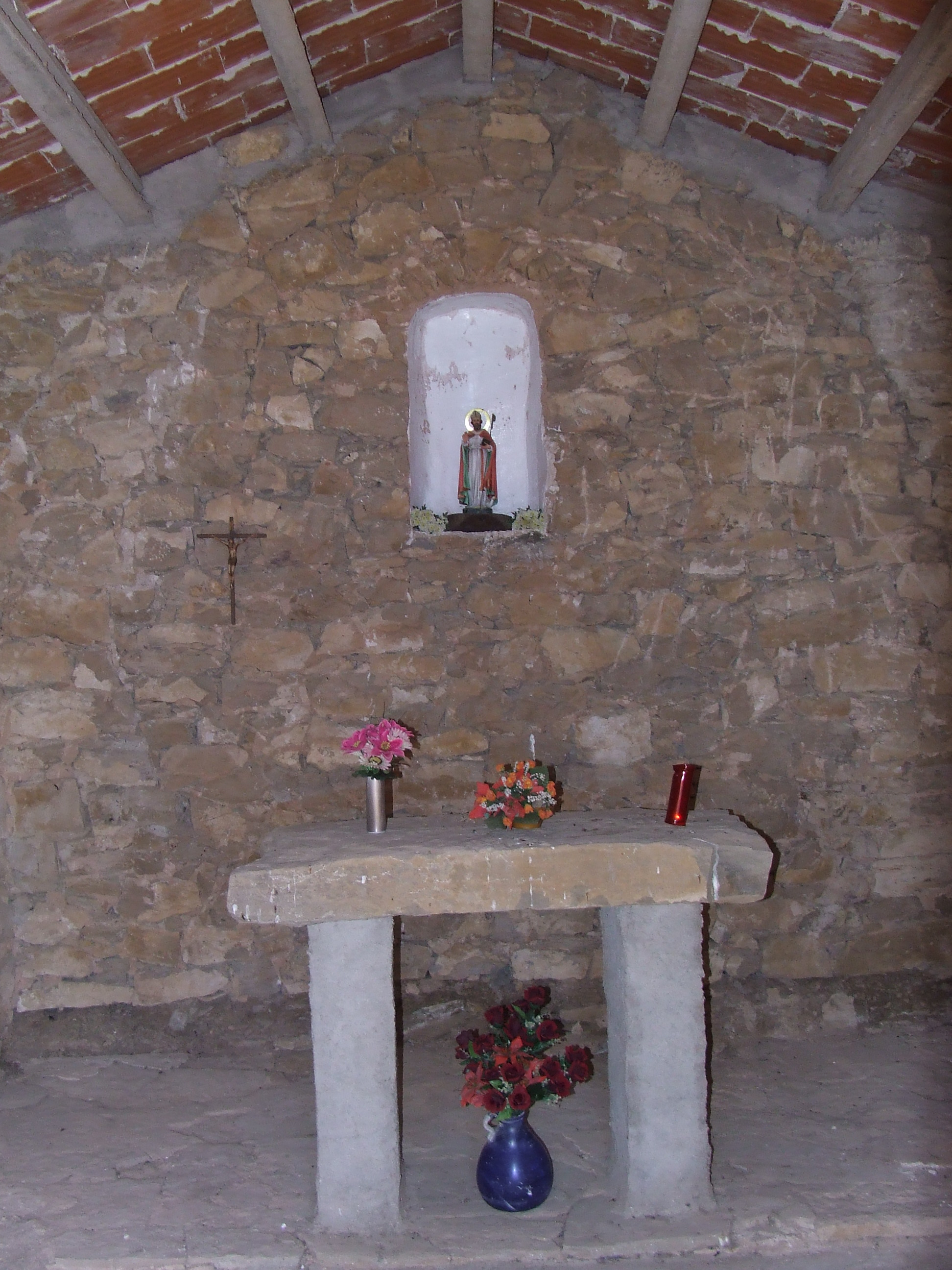
Interior de la petita capella

La Mare de Déu del Roser de Puigmaçana és l'església del petit nucli de Puigmaçana, del terme municipal de Castell de Mur, a l'antic terme de Mur.
Està situada a l'extrem de ponent del petit poble de Puigmaçana, ran del camí que hi accedeix. És un petit temple d'una sola nau, amb la coberta refeta, a dos vessants, de planta quadrada i orientada de sud a nord. En alguna època aquesta capella tingué caràcter de parroquial o sufragània, atès que el poble disposa de cementiri, encara en ús.